# Meganira
Meganira (grec antic: Μεγάνειρα) va ser, segons la mitologia grega, una filla de Crocó, fill de Triptòlem, i de Sèsara, filla de Celeu, segons diu Pausànias.
La Biblioteca d'Apol·lodor diu que Meganira estava casada amb Arcas, fill de Zeus i de la nimfa Cal·listo, i que va ser la mare d'Èlat i d'Afidant.